# Mijaíl Kirponós
Mijaíl Petróvich Kirponós (12 de enero de 1892 - 20 de septiembre de 1941) fue un oficial soviético que participó en las primera y segunda guerras mundiales, alcanzando el rango de Coronel General en esta última. Fue nombrado Héroe de la Unión Soviética luego de la Guerra de Invierno en 1940. Murió en combate durante la Gran Guerra Patria.

## Biografía

### Infancia y juventud
Kirponós nació en Ucrania, en aquel momento parte del Imperio ruso. Participó en la I Guerra Mundial en el bando ruso, y luego en la Guerra Civil Rusa como miembro del Ejército Rojo.
Después de estudiar en la Academia Militar Frunze, en 1927 fue nombrado Jefe de Estado Mayor de la 44.ª División de Fusileros, cargo que conservó hasta 1929. Entre 1931 y 1934 fue Asistente del Jefe de Estado de la 55.ª División de Fusileros. Luego fue nombrado Comandante de la Escuela Militar de Kazán
En 1939, al iniciarse la Segunda Guerra Mundial, fue colocado al mando de la 70.ª División de Fusileros durante la Guerra de Invierno en Finlandia. El 21 de marzo de 1940, Kirponós fue nombrado Héroe de la Unión Soviética por su actuación en Finlandia.
Ese mismo año, Kirponós fue nombrado comandante del IL Cuerpo. En junio fue nombrado Comandante en Jefe del Distrito Militar de Leningrado, un sector importante.

### Segunda Guerra Mundial
En febrero de 1941, fue nombrado Comandante en Jefe del Distrito Militar de Kiev, puesto que desempañaba cuando se inició la Gran Guerra Patria. Inmediatamente su sector fue renombrado Frente Suroeste y las fuerzas de Kirponós tuvieron que enfrentar la embestida directa del Grupo de Ejércitos Sur alemán.
Kirponós contaba con cuatro ejércitos bajo su mando: 5.º, 6.º, 12.º y 26.º. También contaba con ocho cuerpos motorizados y un cuerpo aerotransportado. A diferencia de los líderes soviéticos, Kirponós creía que la guerra con Alemania era inminente, y había establecido un enlace con la NKVD, que cuidaba las fronteras, con el objetivo de ser informado de inmediato cuando la invasión alemana de la Unión Soviética iniciase.
Kirponós recibió en la noche de la invasión la Directiva N.º 3, que le ordenaba contraatacar, no obstante, muchas de sus tropas estaban a 400 km del frente en ese momento. El Frente Suroeste de Kirponós tuvo que hacer frente al 1.º Grupo Panzer, que era seguido por el 6.º Ejército. Aunque los contraataques soviéticos no tuvieron éxito, la línea del frente se fue estabilizando a unos pocos kilómetros al oeste de Kiev gracias la tenaz resistencia que el 5.º Ejército soviético mostraba al sur de las marismas del río Prípiat (véase Batalla de Kiev (1941)). Lamentablemente para los defensores de Kiev, los frentes vecinos no lograron esto, y se formó un saliente triangular quedando expuestos los flancos del Frente Suroeste de Kirponós.
El Jefe de Estado Mayor soviético General Gueorgui Zhúkov se percató de este peligro y sugirió la retirada del Frente Suroeste de Kirponós el 5 de agosto, pero Stalin lo reemplazó inmediatamente. Lo que Zhúkov había notado era que el 2.º Grupo Panzer, que estaba llegando a Smolensk al norte, podía girar al sur y cortar a las fuerzas de Kirponós al este de Kiev, enlazado con el 1.º Grupo Panzer que cruzaba el Dniéper al sur.
En la Directiva N.º 33 de 19 de julio, Hitler había ordenado que los dos Grupos Panzer mencionados aislaran a Kirponós y a sus hombres en Kiev, siendo válidas las advertencias de Zhúkov. El 11 de septiembre, cuando esta maniobra de cerco alemana era obvia, el Mariscal Semión Budionni y Nikita Jrushchov solicitaron a Stalin la retirada inmediata de las fuerzas de Kirponós, pero Stalin reemplazó a Budionni por Semión Timoshenko.
El 16 de septiembre el cerco sobre Kirponós y sus hombres se cerró, aunque era débil. Timoshenko ordenó a Kirponós la retirada, pero éste se negó hasta recibir permiso directo de Stalin, que llegó al día siguiente. De inmediato los soviéticos intentaron abrirse paso, pero el General Kirponós murió durante el escape, junto a su Jefe de Estado Mayor, Túpikov.